# Persone di cognome Di Savoia
| Questa pagina contiene informazioni ricavate automaticamente dalle voci biografiche con l'ausilio del template Bio e di un bot. L'aggiornamento è periodico e automatico e ricostruisce completamente la pagina. Se manca una persona in questa lista, sei pregato di non aggiungerla, ma accertati piuttosto che la sua voce biografica contenga il template Bio e che i dati anagrafici siano correttamente compilati. Se il template Bio manca, inseriscilo tu stesso o, in alternativa, metti l'avviso {{tmp\|Bio}} che ne segnala la mancanza. Se i dati riportati sono sbagliati, correggi direttamente la voce biografica; le modifiche saranno visibili in questa lista entro pochi giorni. Per chiarimenti vedi il progetto antroponimi. La lista contiene solo le 86 persone che sono citate nell'enciclopedia e per le quali è stato implementato correttamente il template Bio. Pagina aggiornata al 17 ott 2024. |

Questa è una lista di persone presenti nell'enciclopedia che hanno il cognome di Savoia, suddivise per attività principale.

## Ammiragli(2)
- Eugenio di Savoia-Genova, ammiraglio italiano (Torino, n. 1906 - San Paolo del Brasile, † 1996)
- Ferdinando di Savoia-Genova, ammiraglio italiano (Torino, n. 1884 - Bordighera, † 1963)

## Generali(2)
- Amedeo di Savoia-Aosta, generale e aviatore italiano (Torino, n. 1898 - Nairobi, † 1942)
- Filiberto di Savoia-Genova, generale italiano (Torino, n. 1895 - Losanna, † 1990)

## Nobildonne(3)
- Antonia di Savoia, nobildonna francese († 1500)
- Luisa Cristina di Savoia, nobildonna italiana (Torino, n. 1629 - Torino, † 1692)
- Sofia di Savoia, nobildonna italiana (n. 1165 - † 1202)

## Nobili(27)
- Amedeo I di Savoia, nobile († 1051)
- Amedeo II di Savoia, nobile († 1080)
- Amedeo III di Savoia, nobile (Carignano, n. 1095 - Nicosia, † 1148)
- Amedeo IV di Savoia, nobile (Montmélian, n. 1197 - Montmélian, † 1253)
- Amedeo V di Savoia, nobile (Castello di Le Bourget-du-Lac - Avignone, † 1323)
- Amedeo VI di Savoia, nobile (Chambéry, n. 1334 - Santo Stefano di Campobasso, † 1383)
- Amedeo VII di Savoia, nobile (Castello di Avigliana, n. 1360 - Castello di Ripaglia, † 1391)
- Amedeo IX di Savoia, nobile (Thonon-les-Bains, n. 1435 - Vercelli, † 1472)
- Carlo I di Savoia, nobile (Carignano, n. 1468 - Pinerolo, † 1490)
- Carlo II di Savoia, nobile (Chazey, n. 1486 - Vercelli, † 1553)
- Carlo Emanuele I di Savoia, nobile italiano (Rivoli, n. 1562 - Savigliano, † 1630)
- Carlo Emanuele II di Savoia, nobile italiano (Torino, n. 1634 - Torino, † 1675)
- Carlo Giovanni Amedeo di Savoia, nobile (Torino, n. 1488 - Moncalieri, † 1496)
- Enrichetta Adelaide di Savoia, nobile (Torino, n. 1636 - Monaco di Baviera, † 1676)
- Eugenio di Savoia, nobile e generale italiano (Parigi, n. 1663 - Vienna, † 1736)
- Vittorio Emanuele di Savoia-Aosta, nobile e generale italiano (Torino, n. 1870 - Bruxelles, † 1946)
- Vittorio Emanuele di Savoia, nobile italiano (Napoli, n. 1937 - Ginevra, † 2024)
- Caterina di Savoia, nobile (Rheinfelden, † 1336)
- Eugenio Maurizio di Savoia-Soissons, nobile francese (Chambéry, n. 1633 - Unna, † 1673)
- Ferdinando di Savoia-Genova, nobile e militare italiano (Firenze, n. 1822 - Torino, † 1855)
- Giovanna di Savoia, nobile (n. 1310 - Vincennes, † 1344)
- Luigi Amedeo di Savoia-Aosta, nobile, ammiraglio e esploratore italiano (Madrid, n. 1873 - Villaggio Duca degli Abruzzi, † 1933)
- Luigi di Savoia, conte di Ginevra, nobile italiano (n. 1436 - Ripaglia, † 1482)
- Maria Beatrice di Savoia, nobile italiana (Torino, n. 1792 - Castello del Catajo, † 1840)
- Maria di Savoia, nobile italiana (Vercelli, n. 1556 - Torino, † 1580)
- Matilde di Savoia, nobile italiana (Germersheim, † 1438)
- Vittoria Francesca di Savoia, nobile italiana (Torino, n. 1690 - Parigi, † 1766)

## Principesse(21)
- Beatrice di Savoia, principessa italiana (n. 1223 - † 1259)
- Francesca Caterina di Savoia, principessa e religiosa italiana (Torino, n. 1595 - Biella, † 1640)
- Maria Anna di Savoia, principessa italiana (Roma, n. 1803 - Praga, † 1884)
- Maria Luisa di Savoia, principessa (Torino, n. 1729 - Chieri, † 1767)
- Maria Teresa di Savoia, principessa (Roma, n. 1803 - Lucca, † 1879)
- Maria Clotilde di Savoia, principessa italiana (Torino, n. 1843 - Moncalieri, † 1911)
- Anna Teresa di Savoia-Carignano, principessa francese (Parigi, n. 1717 - Parigi, † 1745)
- Iolanda di Savoia, principessa (n. 1487 - Ginevra, † 1499)
- Agnese di Savoia, principessa (n. 1445 - † 1509)
- Anna di Savoia, principessa (n. 1455 - † 1480)
- Carlotta di Savoia, principessa (Savoia, n. 1441 - Amboise, † 1483)
- Costanza di Savoia, principessa
- Mafalda di Savoia, principessa italiana (Roma, n. 1902 - Buchenwald, † 1944)
- Margherita Violante di Savoia, principessa italiana (Torino, n. 1635 - Colorno, † 1663)
- Margherita di Savoia, principessa († 1339)
- Maria Pia di Savoia, principessa (Torino, n. 1847 - Stupinigi, † 1911)
- Maria Teresa Luisa di Savoia-Carignano, principessa (Torino, n. 1749 - Parigi, † 1792)
- Maria Luisa di Savoia, principessa (Torino, n. 1688 - Madrid, † 1714)
- Maria Adelaide di Savoia, principessa (Torino, n. 1685 - Versailles, † 1712)
- Maria Felicita di Savoia, principessa (Torino, n. 1730 - Roma, † 1801)
- Maria di Savoia, baronessa di Faucigny, principessa (n. 1298 - † 1334)

## Principi(5)
- Emanuele Filiberto di Savoia-Carignano, principe (Moûtiers, n. 1628 - Torino, † 1709)
- Luigi Vittorio di Savoia-Carignano, principe (Parigi, n. 1721 - Torino, † 1778)
- Oddone Eugenio Maria di Savoia, principe italiano (Racconigi, n. 1846 - Genova, † 1866)
- Tommaso Francesco di Savoia, principe italiano (Torino, n. 1596 - Torino, † 1656)
- Vittorio Amedeo di Savoia, principe italiano (Torino, n. 1699 - Torino, † 1715)

## Religiose(1)
- Maria Apollonia di Savoia, religiosa italiana (Torino, n. 1594 - Roma, † 1656)

## Sovrane(5)
- Margherita di Savoia, regina (Torino, n. 1851 - Bordighera, † 1926)
- Margherita di Savoia, marchesa del Monferrato, sovrana
- Mafalda di Savoia, regina (n. 1125 - Coimbra, † 1157)
- Margherita di Savoia, sovrana (Morges, n. 1420 - Stoccarda, † 1479)
- Maria Cristina di Savoia, regina (Cagliari, n. 1812 - Napoli, † 1836)

## Sovrani(8)
- Carlo Emanuele III di Savoia, sovrano (Torino, n. 1701 - Torino, † 1773)
- Carlo Felice di Savoia, sovrano (Torino, n. 1765 - Torino, † 1831)
- Carlo Emanuele IV di Savoia, sovrano (Torino, n. 1751 - Roma, † 1819)
- Vittorio Amedeo II di Savoia, re (Torino, n. 1666 - Moncalieri, † 1732)
- Umberto I di Savoia, sovrano italiano (Torino, n. 1844 - Monza, † 1900)
- Vittorio Amedeo III di Savoia, re (Torino, n. 1726 - Moncalieri, † 1796)
- Vittorio Emanuele II di Savoia, sovrano italiano (Torino, n. 1820 - Roma, † 1878)
- Vittorio Emanuele III di Savoia, re italiano (Napoli, n. 1869 - Alessandria d'Egitto, † 1947)

## Senza attività specificata(12)
- Filippo I di Savoia, conte (Aiguebelle, n. 1207 - Rossillon, † 1285)
- Filippo II di Savoia (Ginevra, n. 1443 - Chambéry, † 1497)
- Pietro II di Savoia, conte (Susa, n. 1203 - Pierre-Châtel, † 1268)
- Bonifacio di Savoia, conte (Chambéry, n. 1244 - Torino, † 1263)
- Tommaso I di Savoia, conte (Castello di Charbonnières, n. 1178 - Moncalieri, † 1233)
- Umberto II di Savoia,  italiano (Racconigi, n. 1904 - Ginevra, † 1983)
- Umberto III di Savoia, conte (Avigliana, n. 1136 - Chambéry, † 1189)
- Edoardo di Savoia, conte (Baugé, n. 1284 - Parigi, † 1329)
- Filiberta di Savoia (n. 1498 - Virieu, † 1524)
- Oddone di Savoia, conte (Torino, † 1057)
- Pietro I di Savoia, conte († 1078)
- Umberto II di Savoia, conte (Carignano, n. 1065 - Moûtiers, † 1103)